# Loricera
Loricera (лат.) — род жужелиц.

## Описание
Мелкие жуки, длина 6—8 мм. Наружная бороздка мандибул без щетинковой поры. Второй-шестой сегменты усиков с длинными щетинками. Надкрылья с двенадцатью бороздками
Loricera имеют ограниченное таксономическое разнообразие и занимают узкую нишу: они обитают только во влажной почве и питаются коллемболами на поверхности. Предполагают, что долговременная стабильность такого специализированного хищника может быть частично объяснена высоким обилием коллембол, которые служат надежным источником пищи на протяжении всей геологической истории (обеспечивая тем самым устойчивость к абиотическим изменениям окружающей среды). Ископаемые остатки Loricera, специализированных на охоте за коллемболами, обнаружены в бирманском янтаре. Они имеют длинные волоски на базальных антенномерах и нижней поверхности головы для удержания жертвы. Эта находка доказывает, что сложный механизм хищничества коллембол жуками рода Loricera возник до 100 млн лет назад и мало изменился до наших дней.

## Систематика
В составе рода около 20 видов.
- Loricera aptena Ball & Erwin, 1969 (Мексика)[3]
- Loricera balli Sciaky & Facchini, 1999 (Китай)[8]
- Loricera barbarae Sciaky & Facchini, 1999 (Китай)[8]
- Loricera coerulescens G. Horn, 1878
- Loricera decempunctata Eschscholtz, 1833 (Северная Америка)[9]
- Loricera foveata LeConte, 1851 (Северная Америка)[10]
- Loricera kryzhanovskiji Sciaky & Facchini, 1999 (Китай)[8]
- Loricera mirabilis Jedlicka, 1932 (Китай)[11]
- Loricera obsoleta Semenov, 1889 (Китай)[12]
  - =Loricera gracilior Semenov, 1889
- Loricera ovipennis Semenov, 1889 (Китай)
- Loricera pilicornis (Fabricius, 1775) (Палеарктика)
  - =Carabus pilicornis Fabricius, 1775
  - =Loricera apennina Binaghi, 1942[13]
- Loricera rotundicollis Chaudoir, 1863 (Гватемала и Мексика)
- Loricera stevensi Andrewes, 1920 (Индия и Непал)[14]
  - =Loricera aparupa Andrewes, 1920
- Loricera wollastonii Javet, 1852 (Мадейра, Европа)[15]
  - =Elliptosoma wollastonii (Javet, 1852)
- † Loricera electrica Klausnitzer, 2003[16] — балтийский янтарь
- † Loricera exita Scudder, 1900[17] — плейстоцен (Онтарио)
- † Loricera glacialis Scudder, 1877[18] — плейстоцен (Онтарио)
- † Loricera groehni Cai; Liu & Huang, 2017[19] — балтийский янтарь